# Lanna Idriss
Lanna Idriss (* 1976 in Hamburg) ist ein Vorstandsmitglied der SOS Kinderdörfer.

## Werdegang
Nach dem Studium der Politologie, der Islamwissenschaften, des Verwaltungsrechts und der Wirtschaftswissenschaften an internationalen Universitäten sammelte sie Erfahrungen in verschiedenen Leitungsaufgaben bei deutschen Banken und Wirtschaftsprüfungsgesellschaften, bevor sie 2009 als Managing Director zu einer Privatbank wechselte. Sie leitete dort bis 2018 die Bereiche Operations und COO Investment Banking.
2011 übernahm sie zusätzlich einen der Vorstandsposten der BHF-Stiftung, die sich insbesondere im Bereich der Bildenden Künste verdient gemacht hat.
2012 und 2013 gründete sie zwei gemeinnützige Vereine, u. a. #Gyalpa e. V., und 2015 das soziale Handelsunternehmen #Gyalpashop UG. Beide Organisationen haben sich in erster Linie der gleichberechtigten Teilhabe von Frauen sowie der Förderung der interkulturellen Zusammenarbeit in und mit dem Nahen und Mittleren Osten verschrieben.
Sie gibt das #FLAXzine, einen Newsletter für Kulturschaffende mit Migrationshintergrund, und den #FLAXblog heraus.
Sie war ab Mai 2019 Geschäftsführerin bei Amnesty International Deutschland. Der Verein hat national ca. 33.500 Mitglieder sowie ca. 130.000 Unterstützer. International sind es über 7 Millionen Menschen. Seit Februar 2022 ist sie ein Vorstandsmitglied bei den SOS Kinderdörfern.
Sie ist in mehreren Beiräten und Vorständen von Bildungs- und Kulturinstitutionen, u. a. der Villa Romana und der Hertie School of Governance, tätig. Ehrenamtlich engagiert sie sich durch Coaching von geflohenen Frauen.

## Persönliches
Lanna Idriss wurde in Hamburg als Kind einer dänischen Mutter und eines syrischen Vaters geboren. Sie ist geschieden und hat zwei haitianische Adoptivkinder.